# Đức Trạch
Đức Trạch là một xã cũ thuộc huyện Bố Trạch, tỉnh Quảng Bình, Việt Nam.

## Lịch sử
Ngày 16 tháng 6 năm 2025, Ủy ban Thường vụ Quốc hội ban hành Nghị quyết số 1680/NQ-UBTVQH15 về việc sắp xếp các đơn vị hành chính cấp xã của tỉnh Quảng Trị năm 2025. Theo đó, sắp xếp toàn bộ diện tích tự nhiên, quy mô dân số của xã Hải Phú (huyện Bố Trạch), xã Sơn Lộc, xã Đức Trạch, xã Đồng Trạch thành xã mới có tên gọi là xã Đông Trạch.

## Địa lý
Xã Đức Trạch cách thị trấn Hoàn Lão khoảng 4 km về phía đông bắc, có vị trí địa lý:
- Phía bắc giáp xã Hải Phú
- Phía tây giáp xã Đồng Trạch
- Phía nam giáp xã Trung Trạch
- Phía đông giáp Biển Đông.

Xã Đức Trạch có diện tích 2,50 km², dân số năm 2019 là 7.684 người, mật độ dân số đạt 3.074 người/km².

## Hành chính
Xã Đức Trạch được chia thành 7 thôn: Thượng Đức, Đông Đức, Trung Đức, Nam Đức, Nam Trung, Đức Trung, Bầu Bàng.

## Kinh tế
Xã Đức Trạch có hơn 85% dân số làm nghề đi biển với hai nghề chủ yếu là câu mực khơi và mành chụp, còn lại làm nghề nước mắm, buôn bán nhỏ. Hiện nay toàn xã có đội tàu đánh bắt xa bờ là hơn 265 chiếc, với công suất máy từ 90-320CV, hoạt động chủ yếu ở các vùng biển từ Quảng Ninh đến Đà Nẵng.

## Văn hóa - du lịch
Xã Đức Trạch có chùa Quan Âm Tự được xây dựng từ năm 1843 đã được UBND tỉnh công nhận là Di tích kiến trúc - nghệ thuật - tôn giáo.
Bên cạnh đó, còn có bãi tắm ông Nga là một bãi tắm đẹp với bãi cát dài thoai thoải.

## Giao thông
Xã Đức Trạch nằm cách Quốc lộ 1 1 km về phía đông nên rất thuận lợi trong việc giao lưu, trao đổi bên ngoài. Hiện nay đường giao thông liên xã đã được bê tông hóa hoàn toàn, thêm vào đó, con đường An ninh quốc phòng chạy song song với đường liên xã đang dần được hoàn thành là điều kiện tốt góp phần thúc đẩy sự phát triển kinh tế của xã.